# Fethi Heper
Fethi Heper (Eskişehir, 1944. február 3. – 2025. február 13.) válogatott török labdarúgó, csatár, bajnoki gólkirály.

## Pályafutása

### Klubcsapatban
1965 és 1974 között az Eskişehirspor labdarúgója volt, ahol egy törökkupa-győzelmet ért el. Az 1969–70-es idényben 13 góllal, az 1971–72-szezonban 20 góllal bajnoki gólkirály lett.

### A válogatottban
1968 és 1971 között három alkalommal szerepelt a török válogatottban.

## Sikerei, díjai
Eskişehirspor
- Török bajnokság
  - gólkirály (2): 1969–70 (13 gól), 1971–72 (20 gól)
- Török kupa
  - győztes: 1971

## Statisztika

### Mérkőzései a török válogatottban
| Törökország | Törökország          | Törökország                    | Törökország   | Törökország | Törökország | Törökország  | Törökország | Törökország |
| #           | Dátum                | Helyszín                       | Hazai         | Eredmény    | Vendég      | Kiírás       | Gólok       | Esemény     |
| ----------- | -------------------- | ------------------------------ | ------------- | ----------- | ----------- | ------------ | ----------- | ----------- |
| 1.          | 1968. március 13.    | İzmir, Altay Alsancak Stadion  | Törökország   | 0 – 0       | Tunézia     | barátságos   | -           |             |
| 2.          | 1971. április 25.    | Isztambul, Mithat Paşa Stadion | Törökország   | 0 – 3       | NSZK        | Eb-selejtező | -           | 73'         |
| 3.          | 1971. szeptember 22. | Krakkó, Városi Stadion         | Lengyelország | 5 – 1       | Törökország | Eb-selejtező | -           |             |
|             | Összesen             |                                |               | 3           | mérkőzés    |              | 0           | gól         |